# Francisco Gali
 (avril 2021).
Francisco Galí (Séville, 1539 - Manille, 1586) était un marin et cartographe espagnol, actif dans la seconde moitié du XVIe siècle à travers l'océan Pacifique et en Nouvelle-Espagne et dans les Indes orientales espagnoles, en particulier aux Philippines[réf. nécessaire]/ Il est surtout connu pour ses trois traversées du Pacifique : Acapulco à Manille en 1583, Macao à Acapulco en 1584 et de nouveau Acapulco à Manille en 1585, tous par ordre du vice-roi espagnol de la Nouvelle-Espagne, Pedro Moya de Contreras[réf. nécessaire]. Son voyage de 1584 était la première traversée transpacifique historique du continent asiatique vers l'Amérique[réf. nécessaire].
Pour des raisons inconnues, le rapport de Gali sur le voyage Macao-Acapulco est tombé entre les mains de Jan Huygen van Linschoten qui a inclus cette information dans son Itinerario (1596).